# Chanson païenne (film, 1929)
Pour les articles homonymes, voir Chanson païenne.
Pour plus de détails, voir Fiche technique et Distribution.
Chanson païenne (The Pagan) est un film américain réalisé par W. S. Van Dyke et sorti en 1929.
Le réalisateur et le directeur de la photographie avaient visité Tahiti l'année précédente, pour le tournage du film Ombres blanches (titre original : White Shadows in the South Seas.

## Synopsis
Un habitant des îles du Pacifique passe ses journées à chanter. Il tombe amoureux de Tito, une fille indigène adoptée par Slater, un commerçant.

## Fiche technique
- Titre original : The Pagan
- Réalisation : W. S. Van Dyke, assisté de Harold S. Bucquet
- Scénario : Dorothy Farnum d'après John Russell
- Production : Metro-Goldwyn-Mayer
- Musique : William Axt
- Image : Clyde De Vinna
- Montage : Ben Lewis
- Type : film muet
- Lieu de tournage : Papeete, Tahiti
- Durée : 83 minutes
- Date de sortie :
  - États-Unis : 27 avril 1929

## Distribution
- Ramon Novarro : Henry Shoesmith, Jr.
- Renée Adorée : Madge
- Donald Crisp : Mr. Roger Slater
- Dorothy Janis : Tito